# Сфинту-Георге (Беняса, Джурджу)
Сфинту-Георге (рум. Sfântu Gheorghe) — село у повіті Джурджу в Румунії. Входить до складу комуни Беняса.
Село розташоване на відстані 47 км на південь від Бухареста, 13 км на північ від Джурджу.

## Населення
За даними перепису населення 2002 року у селі проживали 314 осіб, усі — румуни. Усі жителі села рідною мовою назвали румунську.